# E.161
E.161是由国际电联电信标准化部门（ITU-T）发布的一项建议书，它规定了电话键盘和拨号盘上数字、字母和符号的排列方式。它还定义了ISO基本拉丁字母与数字之间建议的映射关系（例如，“3”上的“DEF”）。此映射关系的用途包括：
- 多次击键（英语：Multi-tap）和预输入法预测文本（英语：Predictive_text）系统。
- 用电话号码组成电话词（英语：Phoneword）。
- 在个人识别码中使用字母字符（例如，作为助记符）。[2]

电话键盘的规格包括常见的4×3键盘和几种变体，如6×2和2×5键盘。E.161还规定了星号键和方形键（在标准中分别称为“star”和“square”）的尺寸和特征。（现实中，“方形键”几乎被井号键所取代。）
该标准还建议在“5”键上放置一个触觉标识符，以便于在光线不足的条件下或视觉障碍人士使用键盘，并提供了多种实现挂机闪断按钮的方法。
欧洲电信标准协会 ETS 300 640和ISO 9995-8也涉及键盘布局。特定语言的字母（如ü、é、å、ä、ö）以及其他字符（如“€”或“@”）不在标准的规定范围内，这导致欧洲语言出现各种不一致的解决方案。
E.161布局主要基于20世纪30年代以来美国电话上使用的电话交换机名称布局。直到20世纪90年代，标准布局中都没有包含Q和Z，而且由于字母主要用作助记符，因此没有必要包含它们（Q和Z没有用于电话词）；电话要么省略了它们，要么将Q和Z放在“1”键上，要么将Q和Z放在当前的位置，将PRS放在“7”键上，将WXY放在“9”键上。移动电话上短信的发展需要使用完整的字母表，这导致需要对移动设备上Q和Z的位置进行标准化。E.161采用了当前的布局来应对这一需求。